# Тальське
Та́льське — село в Україні, у Бучанському районі Київської області. Населення становить 155 осіб. Входить до складу Бородянської селищної громади. Спочатку називалося Ламбертове, а потім вже й Тальське.
Тальське, тому що протікає по всьому селі річка Таль. ЇЇ чудові ручейки раніше проходили по всьому селі, а зараз вони позаростали, їх майже не видно. В селі дуже красиві пейзажі, чудовий ліс.

## Радіоактивне забруднення
Віднесено до території, що зазнала радіоактивного забруднення в результаті аварії на Чорнобильській АЕС [Архівовано 17 червня 2017 у Wayback Machine.].
| Показник радіологічного стану[недоступне посилання з липня 2019] | Показник радіологічного стану[недоступне посилання з липня 2019] | Показник радіологічного стану[недоступне посилання з липня 2019] | Показник радіологічного стану[недоступне посилання з липня 2019] | Рік    | Рік    | Рік    | Рік    | Рік    | Рік    | Рік    | Рік      | Рік      |
| ---------------------------------------------------------------- | ---------------------------------------------------------------- | ---------------------------------------------------------------- | ---------------------------------------------------------------- | ------ | ------ | ------ | ------ | ------ | ------ | ------ | -------- | -------- |
| № пп                                                             | Показник                                                         | Показник                                                         | Розмір- ність                                                    | 1991   | 1992   | 1993   | 1994   | 1995   | 1996   | 1997   | 1998     | 1999     |
| 1                                                                | Забруднення молока радіоцезієм                                   | Забруднення молока радіоцезієм                                   | Бк . л−1                                                         | 57     | -      | 22     | 83     | 21     | 56     | 117    | 55       | 214      |
| 2                                                                | Забруднення картоплі радіоцезієм                                 | Забруднення картоплі радіоцезієм                                 | Бк . кг−1                                                        | -      | -      | 6.9(3) | -      | 2.6(1) | 2.6(1) | 2.5(1) | 2.5(1)** | 2.5(1)** |
| 3                                                                | Внутрішнє опромінення; ЛВЛ-вимірювання***                        | кількість вимірів                                                | осіб                                                             | -      | -      | -      | -      | -      | -      | -      | -        | -        |
| 3                                                                | Внутрішнє опромінення; ЛВЛ-вимірювання***                        | доза                                                             | мЗв . рік−1                                                      | -      | -      | -      | -      | -      | -      | -      | -        | -        |
| 4                                                                | Внутрішнє опромінення* (паспортна компонента)                    | Внутрішнє опромінення* (паспортна компонента)                    | мЗв . рік−1                                                      | 0.46   | -      | 0.18   | 0.50   | 0.14   | 0.40   | 0.83   | 0.39     | 1.5      |
| 5                                                                | Паспортна доза*                                                  | Паспортна доза*                                                  | мЗв . рік−1                                                      | 0.62   | -      | 0.34   | 0.66   | 0.31   | 0.46   | 0.90   | 0.46     | 1.6      |
| 6                                                                | Доза за життя * (1986-2055 рр.)                                  | Доза за життя * (1986-2055 рр.)                                  | мЗв                                                              | 8.6    | 8.6    | 8.6    | 8.6    | 8.6    | 8.6    | 8.6    | 8.6      | 8.6      |
| 7                                                                | Середня щільність забруднення НП                                 | 137Cs                                                            | кБк . м−2                                                        | 33     | 33     | 33     | 33     | 33     | 33     | 33     | 33       | 33       |
| 7                                                                | Середня щільність забруднення НП                                 | 90 Sr                                                            | кБк . м−2                                                        | 6.4    | 6.4    | 6.4    | 6.4    | 6.4    | 6.4    | 6.4    | 6.4      | 6.4      |
| 7                                                                | Середня щільність забруднення НП                                 | 239Pu                                                            | кБк . м−2                                                        | 0.123* | 0.123* | 0.123* | 0.123* | 0.123* | 0.123* | 0.123* | 0.123*   | 0.123*   |

| *   | - Розрахункові показники                                                                                |
| **  | - Для розрахунку паспортної дози використовуються дані про концентрацію радіоцезію за попередній рік    |
| *** | - Враховані результати для дорослого населення, де кількість вимірів 4 і більше                         |
| (1) | - 100% вимірів мають значення менші, ніж "мінімальна детектована активність" використовуваного приладу; |
| (3) | - 60% вимірів мають значення менші, ніж "мінімальна детектована активність" використовуваного приладу.  |

|  |

|  |

|  |

|  |

| Україна | Це незавершена стаття з географії України. Ви можете допомогти проєкту, виправивши або дописавши її. |